# Rajko Žižić
Rajko Žižić (in serbo Рајко Жижић?; Milojevići, 22 gennaio 1955 – Belgrado, 7 agosto 2003) è stato un cestista e allenatore di pallacanestro jugoslavo.
È morto all'età di 48 anni a causa di un arresto cardiaco.

## Carriera

### Club
Debutta nel Sutjeska, squadra della città montenegrina di Nikšić che si trova a pochi chilometri dal suo paese natale. Nel 1971 passa all'OKK Belgrado, con cui avrà una lunga parentesi durata fino al 1981.
Successivamente si trasferisce alla Stella Rossa, squadra in cui rimane dal 1981 al 1987, fatta eccezione per una stagione disputata nel campionato francese con il CAUFA Reims. Termina la carriera da giocatore nel 1987, quando dopo due giornate riceve il taglio dal Basket Rimini.
Nella prima metà degli anni '90 torna all'OKK Belgrado nelle vesti di allenatore, riuscendo a vincere una Coppa di Jugoslavia.

### Nazionale
Žižić ha fatto parte della nazionale jugoslava per nove anni durante i quali ha collezionato medaglie d'oro nelle maggiori competizioni, inclusi campionati europei (Jugoslavia 1975), campionati mondiali (Filippine 1978) e Olimpiadi (Mosca 1980).

## Palmarès

### Allenatore
- Coppa di Jugoslavia: 1

OKK Belgrado: 1993